# Kvävebas
Kvävebaser är olika sorters kemiska byggstenar, bland flera andra, som bygger upp DNA och RNA. Om man liknar DNA vid en spiraltrappa är kvävebaserna de enheter som motsvarar trappstegen. De sitter ihop på så sätt att G-C som vätebinder trippelt, och A-T vätebinder dubbelt. När de sitter ihop tillsammans kallas de vanligtvis för baspar.

## Kvävebaser i DNA
- Adenin (A)
- Cytosin (C)
- Guanin (G)
- Tymin (T)

## Kvävebaser i RNA
- Adenin (A)
- Cytosin (C)
- Guanin (G)
- Uracil (U)